# Ginnastica ai Giochi della X Olimpiade - Anelli
La competizione degli anelli di Ginnastica artistica dei Giochi della X Olimpiade si è svolta al Memorial Coliseum di Los Angeles il giorno 12 agosto 1932.

## Risultati
| Pos.    | Atleta                 | Nazione     | 1 prova | 2 prova | Totale |
| ------- | ---------------------- | ----------- | ------- | ------- | ------ |
| Oro     | George Gulack          | Stati Uniti | 28,8    | 28,1    | 56,9   |
| Argento | Bill Denton            | Stati Uniti | 28,2    | 27,6    | 55,8   |
| Bronzo  | Giovanni Lattuada      | Italia      | 27,6    | 27,9    | 55,5   |
| 4       | Richard Bishop         | Stati Uniti | 27,8    | 27,6    | 55,4   |
| 5       | Oreste Capuzzo         | Italia      | 26,7    | 28,1    | 54,8   |
| 6       | Franco Tognini         | Italia      | 26,8    | 27,3    | 54,1   |
| 7       | Heikki Savolainen      | Finlandia   | 26,9    | 26,2    | 53,1   |
| 8       | Toshihiko Sasano       | Giappone    | 26,4    | 26      | 52,4   |
| 9       | Vicente Mayagoitia     | Messico     | 24,8    | 26,1    | 50,9   |
| 10      | Takao Kondo            | Giappone    | 23,8    | 25,3    | 49,1   |
| 11      | Francisco José Álvarez | Messico     | 24,7    | 23,7    | 48,4   |
| 12      | István Pelle           | Ungheria    | 26,7    | -       | 26,7   |
| 13      | József Hegedus         | Ungheria    | 24,4    | -       | 24,4   |
| 14      | Mauri Nyberg-Noroma    | Finlandia   | 23,6    | -       | 23,6   |